# Nemoraea metallica
Nemoraea metallica là một loài ruồi trong họ Tachinidae.